# Naissance en 1977
Naissance
- 1973
- 1974
- 1975
- 1976
- 1977
- 1978
- 1979
- 1980
- 1981

Les naissances en 1977 concernent les personnalités nées entre le 1er janvier et le 31 décembre 1977.

## Janvier
- 1er janvier : 
  - « Morenito d'Arles » (Rachid Ouramdane), matador français.
  - Sam Spruell, acteur britannico-américain.
- 2 janvier : Christophe Beaugrand, journaliste, animateur de télévision français.
- 3 janvier : 
  - Marie-Eugénie Maréchal, actrice et directeur artistique française de doublage.
  - Mayumi Iizuka, seiyū japonaise.
- 6 janvier : Genevieve O'Reilly, actrice irlandaise.
- 7 janvier : 
  - Sofi Oksanen, femme de lettres finlandaise.
  - Dustin Diamond, acteur, réalisateur, directeur de la photographie, scénariste et musicien américain († 1er février 2021).
- 8 janvier : Amber Benson, actrice, scénariste, réalisatrice, productrice, écrivaine et auteure américaine.
- 10 janvier : Michelle O'Neill, personnalité politique irlandaise.
- 11 janvier : Jérôme Kerviel, opérateur de marché français.
- 13 janvier :
  - Orlando Bloom, acteur britannique.
  - Cayetano (Cayetano Rivera Ordóñez), matador espagnol.
- 14 janvier : Narain Karthikeyan, pilote de Formule 1 indien.
- 15 janvier : Giorgia Meloni, femme politique italienne.
- 16 janvier : Cristina Brondo, actrice espagnole.
- 17 janvier : Tim Pagnotta, chanteur du groupe Sugarcult.
- 19 janvier : 
  - Rob Delaney, acteur américain.
  - Misato Michishita, athlète handisport japonaise.
- 20 janvier : 
  - Jules Barhalengehwa, homme politique de la République démocratique du Congo.
  - DJ Mehdi, producteur de musique et compositeur de hip-hop et de musique électronique français († 13 septembre 2011).
  - Sid Wilson, DJ américain, membre du groupe Slipknot.
- 21 janvier
  - Jerry Trainor, acteur américain.
  - José Ignacio Uceda Leal, matador espagnol.
- 22 janvier : Jennifer Spence, actrice canadienne.
- 23 janvier : Joséphine de Meaux, actrice française.
- 26 janvier : 
  - Nicholaus Arson, guitariste suédois du groupe The Hives.
  - Park Hae-il, acteur sud-coréen.
- 27 janvier : Isabelle Joschke, navigatrice française.

## Février
- 1er février : Katarzyna Kotula, femme politique polonaise.
- 2 février :
  - Shakira, chanteuse colombienne.
  - Sebastian Ströbel, acteur allemand.
- 3 février : Pierre Kiwitt, acteur franco-allemand.
- 4 février : Bruno Castanheira, coureur cycliste portugais († 14 septembre 2014).
- 5 février : 
  - Simone Cristicchi, chanteur italien.
  - Pavel Novotný, acteur de films pornographiques tchèque.
- 7 février : Thomas Andrieux, joueur puis entraîneur français de basket-ball.
- 8 février :
  - Dave Farrell, bassiste du groupe Linkin Park.
  - Régis Mailhot, humoriste satirique français.
- 11 février : 
  - Mike Shinoda, musicien, producteur de musique américain, rappeur du groupe Linkin Park.
  - Ari Gold, chanteur américain († 14 février 2021).
- 12 février : Omar Daf, footballeur et entraineur sénégalais.
- 13 février : Julia Faure, actrice française.
- 14 février : 
  - Yuan Yuan Tan, danseuse classique chinoise.
  - Itziar Castro, actrice espagnole († 8 décembre 2023).
- 19 février : 
  - Dani Martín, chanteur et acteur espagnol.
  - Pierre Narcisse, chanteur russe d'origine camerounaise († 21 juin 2022).
- 20 février : Fred Testot, comédien et humoriste français.
- 26 février : 
  - Khadija El Hamdaoui, judokate marocaine.
  - Koxie, chanteuse française.
  - Tim Thomas, basketteur américain.
  - Shane Williams, joueur de rugby gallois.
- 27 février :
  - Dominic Filiou, homme fort canadien († 2 janvier 2019).
  - Didargylyç Urazow, footballeur turkmène († 7 juin 2016).

## Mars
- 1er mars : 
  - Bruce Benamran, vidéaste et vulgarisateur scientifique français.
  - Leszek Blanik, gymnaste polonais.
  - Thomas VDB, humoriste français.
- 2 mars : Chris Martin, chanteur / pianiste du groupe Coldplay.
- 9 mars : Anthony Roux, chef d'entreprise, scénariste de bande dessinée et de films, réalisateur, scénariste et concepteur de jeux vidéo français.
- 12 mars : Ben Kenney, bassiste néerlandais du groupe Incubus.
- 13 mars : Veronica Babirye Kadogo, femme politique ougandaise.
- 15 mars :
  - Joe Hahn, disc jockey du groupe Linkin Park.
  - Norifumi Yamamoto, pratiquant d'arts martiaux mixtes (MMA) japonais († 18 septembre 2018).
- 16 mars : Richard Swift, chanteur, compositeur, producteur, multi-instrumentiste et créateur de courts métrages américain († 3 juillet 2018).
- 18 mars : 
  - Willy Sagnol, footballeur français.
  - ZUN, compositeur et développeur de jeux vidéo japonais, connu pour sa série de jeux vidéo Touhou Project.
- 19 mars : Ebon Moss-Bachrach, acteur américain.
- 20 mars : Kang Ji-hwan, acteur sud-coréen.
- 24 mars : Corneille, chanteur rwandais.
- 25 mars : 
  - Darko Perić, acteur serbe.
  - Loïg Chesnais-Girard, fonctionnaire français.
- 28 mars : Annie Wersching, actrice américaine  († 29 janvier 2023).
- 30 mars : 
  - Marc Gicquel, joueur de tennis français.
  - Rebel Morrow, cavalière australienne.
- 31 mars : Eelco Smits, acteur néerlandais.

## Avril
- 1er avril : Thierry Robert, chef d'entreprise et homme politique français.
- 2 avril : Michael Fassbender, acteur germano-irlandais.
- 3 avril : Blanche Gardin, humoriste, comédienne et scénariste française.
- 8 avril : Ana de la Reguera, actrice mexicaine.
- 9 avril : Gerard Way, chanteur du groupe My Chemical Romance et auteur du comic Umbrella Academy.
- 12 avril : Lars Herrmann, homme politique allemand.
- 14 avril : Sarah Michelle Gellar, actrice américaine.
- 17 avril :
  - Kossi Aguessy, designer industriel et artiste contemporain togolais († 27 avril 2017).
  - Frederik Magle, compositeur, organiste, pianiste et improvisateur danois.
- 21 avril :
  - Hussein Fatal, rappeur et acteur américain († 11 juillet 2015).
  - Jamie Salé, patineuse artistique canadienne.
- 23 avril : 
  - John Cena, lutteur professionnel américain.
  - John Oliver, humoriste, acteur et présentateur de télévision américano-britannique. Présentateur du Last Week Tonight.
- 24 avril : 
  - Rebecca Mader, actrice britannique.
  - Kim Hyun-joo, actrice sud-coréenne.
- 26 avril : 
  - Jason Earles, acteur américain.
  - Tom Welling, acteur américain.
  - Samantha Cristoforetti, astronaute italienne.
- 29 avril : Titus O'Neil, ancien footballeur de Floride, lutteur professionnel américain.
- 30 avril : Gaëla Le Devehat, actrice française.

## Mai
- 1er mai : Nicolas Bays, homme politique français.
- 2 mai : Jenna von Oÿ, actrice américaine.
- 5 mai : 
  - Virginie Efira,  actrice et animatrice à la télévision belgo-française.
  - Barbara Harel, judokate française.
- 9 mai : Manuel Sanroma, coureur cycliste espagnol († 19 juin 1999).
- 11 mai : Armel Le Cléac'h, navigateur et skipper français.
- 12 mai : Maryam Mirzakhani, mathématicienne iranienne († 14 juillet 2017).
- 13 mai : Samantha Morton, actrice et réalisatrice britannique.
- 14 mai :
  - Roy Halladay,  anceur droitier américain de baseball († 7 novembre 2017).
  - Ada Nicodemou, actrice australo-chypriote.
- 16 mai : Emilíana Torrini, chanteuse islandaise.
- 19 mai : Manuel Almunia, footballeur espagnol.
- 20 mai : Guillaume Bouchède, acteur français.
- 21 mai : Mbomboko Fiston Ngoy, footballeur congolais († 4 juin 2024).
- 23 mai : Luca Attanasio, diplomate italien († 22 février 2021).
- 25 mai : Alberto Del Rio, lutteur professionnel mexicain.
- 26 mai : Lynn Collins, actrice américaine.
- 28 mai :
  - Jennie Abrahamson, chanteuse suédoise.
  - Domenico Longo, pâtissier italien.
- 29 mai : Massimo Ambrosini, footballeur italien.

## Juin
- 1er juin : 
  - Danielle Harris, actrice américaine.
  - Dmitri Jirnov, diplomate russe.
  - Sarah Wayne Callies, actrice américaine.
- 2 juin : Zachary Quinto, acteur américain.
- 3 juin : Cris, footballeur brésilien.
- 4 juin : 
  - Sara Cavaliere, chercheuse italienne.
  - Mohamed Oukil, footballeur algérien.
- 5 juin : Navi Rawat, actrice américaine.
- 6 juin : 
  - Małgosia Bela, mannequin et actrice polonaise.
  - Frédéric Chau, acteur franco-vietnamien.
- 7 juin : Fabrice Eboué, humoriste et réalisateur français.
- 8 juin : Kanye West, rappeur américain.
- 9 juin : Sandra Colombo, humoriste et comédienne française.
- 10 juin : Benjamin Millepied, danseur et chorégraphe français.
- 11 juin : 
  - Nizar Chaari, animateur et producteur tunisien.
  - Ryan Dunn, acteur et cascadeur américain († 20 juin 2011).
  - Kim Hee-sun, actrice sud-coréenne.
  - Rita Indiana, romancière et musicienne dominicaine.
- 14 juin : Stefan Rokebrand, acteur néerlandais.
- 15 juin : Céline Mauge, actrice et auteure-compositrice-interprète franaçaise.
- 18 juin : Kaja Kallas, femme politique estonienne et première ministre de l'Estonie de 2021 à 2024 et Vice-présidente de la Commission européenne affaires étrangères.
- 20 juin : Power Paola, dessinatrice équatorienne de bande dessinée.
- 21 juin : Théophile Kouamouo, journaliste français d'origine camerounaise.
- 23 juin : Sian Heder, écrivaine américaine.
- 27 juin : Raúl, footballeur espagnol.
- 29 juin : Zuleikha Robinson, actrice anglaise.

## Juillet
- 1er juillet : Liv Tyler, actrice américaine
- 3 juillet : Cătălin Burlacu, joueur de basket-ball roumain.
- 4 juillet : Armando Noguera, chanteur baryton argentin.
- 6 juillet : 
  - Max Mirnyi, joueur de tennis biélorusse.
  - Audrey Fleurot, actrice française.
- 7 juillet : Thomas de Pourquery, musicien, auteur-compositeur, acteur et chanteur français.
- 8 juillet : Milo Ventimiglia, acteur américain.
- 12 juillet : Jeon Min-jae, athlète handisport sud-coréenne.
- 13 juillet : Merwan Rim, chanteur français.
- 14 juillet : Victoria de Suède, princesse héritière de Suède.
- 16 juillet : Sunita Danuwar, féministe népalaise.
- 17 juillet : Justin Dede Kodoro, homme politique de la République Démocratique du Congo.
- 26 juillet : Markwayne Mullin, homme politique américain, sénateur des États-Unis pour l'Oklahoma depuis 2023.
- 27 juillet : Reda Kateb, acteur français.
- 30 juillet : Jaime Pressly, actrice et mannequin américaine.
- 31 juillet : Grand Corps Malade, slammeur français.

## Août
- 1er août : 
  - Damien Saez, chanteur français.
  - Domingo López-Chaves, matador espagnol.
  - Alphonse Soro, homme politique ivoirien.
- 2 août : Edward Furlong, acteur américain.
- 3 août : Tom Brady, joueur de football américain.
- 4 août : Jean-Michel Sama Lukonde Kyenge, personnalité politique de RDC.
- 5 août : Anthony Lambert alias Jarry, humoriste et comédien français.
- 7 août : Laurent Artufel, acteur français
- 8 août : Lindsay Sloane, actrice américaine.
- 9 août : Cristina Nicolau, athlète roumaine spécialiste du triple saut et du saut en longueur († 5 décembre 2017).
- 11 août : Noémie de Lattre, actrice et auteure de théâtre française.
- 12 août : Larissa Zakharova, historienne russe de la Russie († 2 mars 2019).
- 13 août :
  - Natacha Jaitt, mannequin, actrice et animatrice de radio et de télévision argentine († 23 février 2019).
  - Serhiy Omelyanovych, footballeur soviétique puis ukrainien († 21 juillet 2015).
- 14 août : Ophélie Longuet,  danseuse, chorégraphe et professeur de danse classique française († 18 juillet 2018).
- 17 août :
  - Thierry Henry, footballeur français.
  - William Gallas, footballeur français.
  - Tarja Turunen, chanteuse finlandaise.
  - Edu del Prado, chanteur et acteur espagnol († 23 juin 2018).
- 18 août : Corry Denguemo, chanteuse et autrice-compositrice camerounaise et centrafricaine († 2 mars 2023).
- 20 août :
  - Felipe Contepomi, joueur de rugby argentin.
  - Manuel Contepomi, joueur de rugby argentin.
- 23 août : 
  - Jared Fogle, ancien porte-parole de Subway, coupable pour pédophilie et d'abus sexuels sur mineurs.
  - Luis Rubiales, footballeur et dirigeant sportif espagnol.
- 27 août : Kaouther Ben Hania, réalisatrice tunisienne.
- 28 août : Christelle Cornil, actrice belge.
- 30 août :
  - Najla AlKanderi, animatrice de télévision koweïtienne.
  - Nalini Krishan, actrice fidjienne.
  - Loana, styliste, chanteuse et présentatrice de télévision française.
- 31 août : Jeff Hardy, catcheur professionnel de la TNA.

## Septembre
- 1er septembre : Walter Nahún López, footballeur hondurien († 9 août 2015).
- 6 septembre : Katalin Novák, femme politique hongroise.
- 7 septembre : Maud Fontenoy, navigatrice à la rame française.
- 9 septembre : Chae Jung-an, actrice et chanteuse sud-coréenne.
- 11 septembre : 
  - Jon Buckland, guitariste anglais du groupe Coldplay.
  - Ludacris, rappeur américain.
- 13 septembre :
  - Fiona Apple, chanteuse américaine.
  - Pola Oloixarac, romancière argentine.
- 14 septembre : Miyu Matsuki, comédienne de doublage japonaise († 27 octobre 2015).
- 15 septembre : 
  - Chimamanda Ngozi Adichie, écrivaine nigériane.
  - Daniela Wutte, actrice allemande.
- 16 septembre : Najwa Shihab, journaliste et animatrice indonésienne.
- 18 septembre : Commins Menapi, footballeur salomonais († 18 novembre 2017).
- 19 septembre : 
  - Marlène Bayet, gymnaste française pratiquant le tumbling.
  - Erica Ash, actrice américaine († 29 juillet 2024).
- 21 septembre : 
  - Jessica St. Clair, actrice, scénariste et productrice américaine.
  - Natalia Gavrilița, femme politique moldave.
- 23 septembre :
  - Ginette Daleu, artiste plasticienne camerounaise († 9 novembre 2018).
  - Alexandre Missourkine, cosmonaute russe.
  - Amir Reza Salari, cinéaste iranien.
- 24 septembre : Francisca Mardones, athlète handisport chilienne.
- 29 septembre : Alena Buyx, éthicienne médicale allemande.

## Octobre
- 1er octobre : Christian Carlassare, religieux missionnaire et évêque catholique italien.
- 5 octobre : Vincent Parisi, ju-jitsuka, consultant sportif et chroniqueur français.
- 6 octobre : Francis X. Suarez, personnalité politique américaine.
- 7 octobre :
  - Lapo Elkann, industriel italien.
  - Felicity Aston, exploratrice et scientifique anglaise.
  - Ivan Gavalugov, homme politique bulgare.
- 11 octobre : Hardeep Singh Nijjar, militant politique et religieux indien († 18 juin 2023).
- 12 octobre :
  - Jessica Barker, actrice québécoise.
  - Mobio Besse Henri, boxeur professionnel ivoirien († 12 mars 2020).
  - Bode Miller, skieur américain.
- 13 octobre : 
  - Paul Pierce, joueur de basket-ball américain.
  - Kiele Sanchez, actrice américaine.
- 14 octobre : 
  - Bianca Beauchamp, mannequin de charme canadienne.
  - Tania Young, animatrice de télévision française.
- 15 octobre
  - David Trezeguet, footballeur français.
  - Pascale de La Tour du Pin, journaliste française.
- 16 octobre : John Mayer, musicien et chanteur américain.
- 17 octobre : Stephen Wooldridge, coureur cycliste australien († 15 août 2017).
- 18 octobre : Fayo, chanteur et auteur canadien († 30 septembre 2024).
- 19 octobre : Louis-José Houde, humoriste québécois.
- 20 octobre : Hun Manet, Militaire cambodgien.
- 27 octobre :
  - Kirsten Fuchs, écrivaine allemande.
  - Janette Ovando, femme politique mexicaine.
- 28 octobre : Élé Asu, journaliste franco-nigériane.
- 31 octobre :
  - Séverine Ferrer, présentatrice télé et actrice française.
  - Jimmy Smet, footballeur belge († 5 mai 2012).

## Novembre
- 1er novembre : Flora Martínez, actrice canado-colombienne.
- 2 novembre : Erickson Le Zulu, chanteur ivoirien originaire de la République démocratique du Congo († 16 février 2020).
- 3 novembre : Greg Plitt, acteur américain († 17 janvier 2015).
- 4 novembre : So Ji-sub, acteur et mannequin sud-coréen.
- 5 novembre : Cyril Lignac, cuisinier français.
- 7 novembre : Bertrand Puard, écrivain français.
- 8 novembre :
  - Shahram Amiri, physicien nucléaire iranien († 3 août 2016).
  - Stephan Protschka, homme politique allemand.
- 10 novembre : Brittany Murphy, actrice et chanteuse américaine († 20 décembre 2009).
- 11 novembre : Arianna Follis, skieuse de fond valdôtaine.
- 14 novembre : Brian Dietzen, acteur américain.
- 15 novembre : Sean Murray, acteur américain.
- 16 novembre : Maggie Gyllenhaal, actrice américaine.
- 19 novembre : 
  - Chan Hoi-yan, femme politique hongkongaise.
  - Mette Frederiksen, femme politique danoise.
- 23 novembre : Jean-Baptiste Élissalde, joueur de rugby français.
- 25 novembre : Jill Flint, actrice américaine.
- 27 novembre : Frédérick Sigrist, humoriste et animateur de radio français.
- 30 novembre :
  - Nelsan Ellis, acteur américain († 8 juillet 2017).
  - Virginie Guilhaume, animatrice de télévision française.

## Décembre
- 1er décembre : 
  - Brad Delson, guitariste du groupe de rock américain Linkin Park.
  - Jasmine Sendar, actrice néerlandaise.
  - Nate Torrence, acteur américain.
- 2 décembre : Marjan Šarec, homme politique et acteur slovène.
- 5 décembre : Abdelkader Larbi Bouamrane, footballeur algérien.
- 7 décembre : Dominic Howard, batteur du groupe de rock anglais Muse
- 8 décembre : 
  - Sébastien Chabal, joueur de rugby français.
  - Matthias Schoenaerts, acteur et graffeur belge.
- 9 décembre : Imogen Heap, chanteuse britannique.
- 10 décembre :
  - Hania Aidi, athlète handisport tunisienne.
  - Emmanuelle Chriqui, actrice canadienne.
- 12 décembre : 
  - Colin White, hockeyeur professionnel canadien ;
  - Heidi Ilustre, joueuse de beach-volley américano-philippine.
- 14 décembre : Fally Ipupa, chanteur congolais.
- 15 décembre : Rohff, rappeur comorien.
- 18 décembre : Axwell, DJ et producteur suédois de musique house.
- 20 décembre : Hugues Duquesne, humoriste et comédien français.
- 21 décembre : 
  - Emmanuel Macron, haut fonctionnaire et homme d'État français.
  - Nicolas Bay, homme politique français.
  - Tico, footballeur brésilien († 14 juin 2014).
- 22 décembre : Javier Valverde, matador espagnol.
- 25 décembre : Uhm Ji-won, actrice sud-coréenne.
- 28 décembre : Kery James, rappeur français.
- 31 décembre :
  - Charline Vanhoenacker, journaliste belge.
  - Psy, chanteur sud-coréen.
  - Donald Trump, Jr., entrepreneur américain.

## Date inconnue
- Bilal Ag Acherif, homme politique malien.
- Abou Mohammed al-Adnani, djihadiste syrien († 30 août 2016).
- Carpenter Brut, musicien français.
- Helēna Kozlova, chanteuse lettone.
- Juliana Rotich, professionnelle des technologies informatiques kényane.
- Mey Son Sotheary, autrice cambodgienne.
- Viran Molisa Trief, magistrate vanuataise.